# تشارلز دوبويه
تشارلز دوبويه (بالفرنسية: Charles Dupuis)‏ هو نقاش فرنسي، ولد في 1685 في باريس في فرنسا، وتوفي في 3 مارس 1742.